# Falconina melloi
Falconina melloi là một loài nhện trong họ Corinnidae.
Loài này thuộc chi Falconina. Falconina melloi được Ehrenfried Schenkel-Haas miêu tả năm 1953.